# 히나타자카46
히나타자카46(일본어: 日向坂46 히나타자카 훠티식쿠스[*])는 일본의 여성 아이돌 그룹으로, 2015년 11월 30일에 결성되었다. 2019년 3월 27일에 싱글 데뷔. 결성부터 2019년 2월 11일의 개명까지 히라가나 케야키자카46(일본어: けやき坂46 히라가나 케야키자카 훠티식쿠스[*])의 명의로서 활동했다.

## 개요

히나타자카46의 로고 (이전 버전)

히라가나 케야키자카46 시대의 로고

히나타자카46는 〈히라가나 케야키자카46〉가 2019년 2월 11일에 개명한 그룹으로, 같은 날, 동영상 앱 《SHOWROOM》에서 행해진 전달에서 개명이 발표되었다. 활동 중의 그룹이 개명해 〈사카미치 시리즈〉 중 역사상 처음이다.
개명 전의 〈히라가나 케야키자카46〉는 케야키자카46(현 사쿠라자카46)의 2군적 존재로서 결성되어 보는 사람을 행복하게 하는 〈해피 아우라〉를 내걸고 활동하고 있다.
덧붙여 신그룹명으로서 〈히나타자카〉를 채용한 것에 대하여는 아키모토 야스시의 제안으로 도쿄도 미나토구 미타에 실재하는 〈휴우가(日向 : 지금의 미야자키현에 있던 옛 쿠니)자카〉로부터 힌트를 따와 〈히나타(日向 : 일본어로 양지, 양달이라는 뜻)자카로 읽게하자〉라는 것으로 결정되었다. 그룹 컬러는 〈하늘색〉으로 〈하늘을 높게 날 수 있도록〉이라는 의미도 넣어 붙여졌다.

## 약력

### 히라가나 케야키자카46 시대

#### 2015년
- 11월 30일(29일 심야), 《케야키라고 쓸 수 없어?》의 방송 중 신멤버 나가하마 네루의 추가를 발표.
  - 단, 나가하마 네루는 케야키자카46의 언더 그룹에 해당하는 〈히라가나 케야키자카46(けやき坂46)〉로부터 활동 개시[3][4].
  - 동시에 〈히라가나 케야키자카46〉의 멤버 추가 모집도 발표[3][4].

#### 2016년
- 5월 8일, 〈히라가나 케야키자카46〉 합격자 11명이 결정[5].
- 10월 28일, 첫 단독 이벤트 《히라가나 오모테나시회》(아카사카 BLITZ)를 요금 500엔에 개최.

#### 2017년
- 6월 2일, 히라가나 케야키자카46 추가 멤버 오디션이 개최가 됐다.
- 8월 15일, 히라가나 케야키자카46 추가 멤버 합격자 9명이 결정되었다[6].
- 9월 24일, 나가하마 네루 히라가나 케야키자카46 겸임해제, 케야키자카46 부임[7].

#### 2018년
- 4월 9일(8일 심야), 히라가나 케야키자카46 첫 고정 TV 프로그램 《히라가나 오시》의 방송을 시작[8].
- 6월 20일, 히라가나 케야키자카46의 데뷔 앨범 〈달려가는 순간〉을 발매.
- 여름, 노기자카46, 케야키자카46, 히라가나 케야키자카46의 사카미치 시리즈 3 그룹 합동 오디션을 개최[9].
- 11월 29일, 사카미치 시리즈 3 그룹 합동 오디션의 합격자 39명의 배속처가 발표되어, 3기생로서 1명이 가입하게 되었다.
- 12월 10일, 일본 가수 대표로서 Mnet의 《2018 MAMA PREMIERE IN KOREA》에 참여. 베스트 뉴 아시안 아티스트 일본 대표에 수상.
- 같은 날, 일본 무도관에서 《오모테나시회》를 개최해, 3기생 1명이 피로했다.

### 히나타자카46 시대

#### 2019년
- 2월 11일, 《히라가나부터의 소식》을 SHOWROOM에서 착신해, 〈히나타자카46(日向坂46)〉에 그룹명 개명을 발표. 사카미치 시리즈의 역사상 처음[1].
- 3월 5일 · 6일에 요코하마 아레나에서 《히나타자카46 데뷔 카운트 라이브!!》를 개최[1].
- 3월 27일, 히나타자카46의 데뷔 싱글 〈큥〉을 발매[10].
- 4월 1일, 《히라가나 오시》의 방송을 종료.
- 4월 8일(7일 심야), 히나타자카46의 그룹명 개명 첫 프로그램 《히나타자카에서 만납시다》의 방송을 시작.
- 11월 14일, 《제70회 NHK 홍백가합전》 출장(출연)이 결정되었다[11].
- 12월 31일, 《제70회 NHK 홍백가합전》 첫 출장.

#### 2020년
- 2월 15일, 사카미치 연수생 멤버 중 정식으로 그룹 배속되는 것을 발표. 동년 2월 16일에는 《사카미치 연수생 배속발표 SHOWROOM》에서 3기생에 3명이 배속되었다.
- 12월 31일, 《제71회 NHK 홍백가합전》 두 번째 출장.

#### 2021년
- 12월 31일, 《제72회 NHK 홍백가합전》 세 번째 출장.

#### 2022년
- 3월 7일, 신멤버 오디션 개시[12][13].
- 9월 21일, 4기생 멤버 오디션 합격자 12명의 가입을 발표[14].
- 12월 31일, 《제73회 NHK 홍백가합전》 네 번째 출장.

#### 2023년
- 2월 11일 · 12일, 마쿠하리 멧세 이벤트 홀에서 《히나타자카46 4기생 오모테나시회》를 개최[15].

## 멤버

### 현 멤버
| 이름            | 일본어 표기 | 요미가나            | 생년월일               | 출신지      | 가입기 | 비고                |
| --------------- | ----------- | ------------------- | ---------------------- | ----------- | ------ | ------------------- |
| 카네무라 미쿠   | 金村美玖    | かねむら みく       | 2002년 9월 10일(22세)  | 사이타마현  | 2기    |                     |
| 카와타 히나     | 河田陽菜    | かわた ひな         | 2001년 7월 23일(24세)  | 야마구치현  | 2기    | 졸업예정 (시기미정) |
| 코사카 나오     | 小坂菜緒    | こさか なお         | 2002년 9월 7일(22세)   | 오사카 부   | 2기    |                     |
| 마츠다 코노카   | 松田好花    | まつだ このか       | 1999년 4월 27일(26세)  | 교토부      | 2기    |                     |
| 카미무라 히나노 | 上村ひなの  | かみむら ひなの     | 2004년 4월 12일(21세)  | 도쿄도      | 3기    |                     |
| 타카하시 미쿠니 | 髙橋未来虹  | たかはし みくに     | 2003년 9월 27일(21세)  | 도쿄 도     | 3기    | 2대 캡틴            |
| 모리모토 마리이 | 森本茉莉    | もりもと まりぃ     | 2004년 2월 23일(21세)  | 도쿄 도     | 3기    |                     |
| 야마구치 하루요 | 山口陽世    | やまぐち はるよ     | 2004년 2월 23일(21세)  | 돗토리현    | 3기    |                     |
| 이시즈카 타마키 | 石塚瑶季    | いしづか たまき     | 2004년 8월 6일(21세)   | 도쿄 도     | 4기    |                     |
| 코니시 나나미   | 小西夏菜実  | こにし ななみ       | 2004년 10월 3일(20세)  | 효고현      | 4기    |                     |
| 시미즈 리오     | 清水理央    | しみず りお         | 2005년 1월 15일(20세)  | 지바현      | 4기    |                     |
| 쇼겐지 요코     | 正源司陽子  | しょうげんじ ようこ | 2007년 2월 14일(18세)  | 효고 현     | 4기    |                     |
| 타케우치 키라리 | 竹内希来里  | たけうち きらり     | 2006년 2월 20일(19세)  | 히로시마현  | 4기    |                     |
| 히라오 호노카   | 平尾帆夏    | ひらお ほのか       | 2003년 7월 31일(22세)  | 돗토리 현   | 4기    |                     |
| 히라오카 미츠키 | 平岡海月    | ひらおか みつき     | 2002년 4월 9일(23세)   | 후쿠이현    | 4기    |                     |
| 후지시마 카호   | 藤嶌果歩    | ふじしま かほ       | 2006년 8월 6일(19세)   | 홋카이도    | 4기    |                     |
| 미야치 스미레   | 宮地すみれ  | みやち すみれ       | 2005년 12월 31일(19세) | 가나가와현  | 4기    |                     |
| 야마시타 하루카 | 山下葉留花  | やました はるか     | 2003년 5월 20일(22세)  | 아이치현    | 4기    |                     |
| 와타나베 리나   | 渡辺莉奈    | わたなべ りな       | 2009년 2월 7일(16세)   | 후쿠오카현  | 4기    |                     |
| 오오타 미즈키   | 大田美月    | おおた みづき       | 2006년 12월 7일(18세)  | 오사카 부   | 5기    |                     |
| 오노 미나미     | 大野愛実    | おおの まなみ       | 2007년 5월 5일(18세)   | 도쿄 도     | 5기    |                     |
| 카타야마 사키   | 片山紗希    | かたやま さき       | 2006년 12월 26일(18세) | 사이타마 현 | 5기    |                     |
| 쿠라모리 히나노 | 蔵盛妃那乃  | くらもり ひなの     | 2006년 1월 23일(19세)  | 오사카 부   | 5기    |                     |
| 사카이 니이나   | 坂井新奈    | さかい にいな       | 2009년 3월 14일(16세)  | 가나가와 현 | 5기    | 최연소              |
| 사토 유우       | 佐藤優羽    | さとう ゆう         | 2006년 9월 10일(18세)  | 후쿠오카 현 | 5기    |                     |
| 시모다 이즈키   | 下田衣珠季  | しもだ いずき       | 2006년 12월 26일(18세) | 지바 현     | 5기    |                     |
| 타카이 리카     | 高井俐香    | たかい りか         | 2007\|8\|1}            | 효고 현     | 5기    |                     |
| 츠루사키 니코   | 鶴崎仁香    | つるさき にこ       | 2004년 3월 27일(21세)  | 가나가와 현 | 5기    |                     |
| 마츠오 사쿠라   | 松尾桜      | まつお さくら       | 2005년 6월 8일(20세)   | 가나가와 현 | 5기    |                     |

### 전 멤버
| 이름            | 일본어 표기 | 요미가나          | 생년월일               | 출신지      | 졸업·탈퇴일      | 가입기 | 현재 소속 사무소       | 비고       |
| --------------- | ----------- | ----------------- | ---------------------- | ----------- | ---------------- | ------ | ---------------------- | ---------- |
| 나가하마 네루   | 長濱ねる    | ながはま ねる     | 1998년 9월 4일(26세)   | 나가사키현  | 2017년 9월 24일  | 1기    | Seed & Flower 합동회사 | 개인활동중 |
| 카키자키 메미   | 柿崎芽実    | かきざき めみ     | 2001년 12월 2일(23세)  | 나가노현    | 2019년 8월 11일  | 1기    | -                      |            |
| 이구치 마오     | 井口眞緒    | いぐち まお       | 1995년 11월 10일(29세) | 니가타현    | 2020년 3월 30일  | 1기    | -                      |            |
| 와타나베 미호   | 渡邉美穂    | わたなべ みほ     | 2000년 2월 24일(25세)  | 사이타마 현 | 2022년 7월 31일  | 2기    | 퀸비                   | 개인활동중 |
| 미야타 마나모   | 宮田愛萌    | みやた まなも     | 1998년 4월 28일(27세)  | 도쿄 도     | 2022년 12월 18일 | 2기    | 주식회사 FARM          | 개인활동중 |
| 카게야마 유카   | 影山優佳    | かげやま ゆうか   | 2001년 5월 8일(24세)   | 도쿄 도     | 2023년 7월 23일  | 1기    | 프로덕션 오기          | 개인활동중 |
| 키시 호노카     | 岸帆夏      | きし ほのか       | 2004년 8월 15일(20세)  | 도쿄 도     | 2023년 12월 7일  | 4기    | -                      |            |
| 우시오 사리나   | 潮紗理菜    | うしお さりな     | 1997년 12월 26일(27세) | 가나가와 현 | 2023년 12월 9일  | 1기    | 센트 포스              | 개인활동중 |
| 사이토 쿄코     | 齊藤京子    | さいとう きょうこ | 1997년 9월 5일(27세)   | 도쿄 도     | 2024년 4월 5일   | 1기    | 도호 예능              | 개인활동중 |
| 타카모토 아야카 | 高本彩花    | たかもと あやか   | 1998년 11월 2일(26세)  | 가나가와 현 | 2024년 7월 31일  | 1기    | -                      |            |
| 하마기시 히요리 | 濱岸ひより  | はまぎし ひより   | 2002년 9월 28일(22세)  | 후쿠오카 현 | 2024년 12월 5일  | 2기    | 호리프로               |            |
| 카토 시호       | 加藤史帆    | かとう しほ       | 1998년 2월 2일(27세)   | 도쿄 도     | 2024년 12월 25일 | 1기    | Seed & Flower 합동회사 |            |
| 히가시무라 메이 | 東村芽依    | ひがしむら めい   | 1998년 8월 23일(26세)  | 나라현      | 2025년 1월 25일  | 1기    | -                      |            |
| 니부 아카리     | 丹生明里    | にぶ あかり       | 2001년 2월 15일(24세)  | 사이타마 현 | 2025년 1월 29일  | 2기    | Seed & Flower 합동회사 |            |
| 사사키 미레이   | 佐々木美玲  | ささき みれい     | 1999년 12월 17일(25세) | 효고 현     | 2025년 4월 5일   | 1기    | -                      |            |
| 사사키 쿠미     | 佐々木久美  | ささき くみ       | 1996년 1월 22일(29세)  | 지바 현     | 2025년 4월 6일   | 1기    | Seed & Flower 합동회사 | 초대 캡틴  |
| 타카세 마나     | 高瀬愛奈    | たかせ まな       | 1998년 9월 20일(26세)  | 오사카부    | 2025년 5월 1일   | 1기    | -                      |            |
| 토미타 스즈카   | 富田鈴花    | とみた すずか     | 2001년 1월 18일(24세)  | 가나가와 현 | 2025년 8월 5일   | 2기    | -                      |            |

### 역대 캡틴 · 부캡틴
| 기간                              | 캡틴                  | 부캡틴                |
| 히라가나 케야키자카46             | 히라가나 케야키자카46 | 히라가나 케야키자카46 |
| --------------------------------- | --------------------- | --------------------- |
| 2018년 6월 3일 - 2019년 2월 10일  | 사사키 쿠미           | (공석)                |
| 히나타자카46                      |                       |                       |
| 2019년 2월 11일 - 2024년 11월 6일 | 사사키 쿠미           | (공석)                |
| 2024년 11월 7일 - 2025년 4월 6일  | 사사키 쿠미           | 타카하시 미쿠니       |
| 2025년 4월 7일 - 현재             | 타카하시 미쿠니       | (공석)                |

### 선발
- ◎ - 센터
- ○ - 프론트
- ▲ - 2열
- ◼︎ - 3열

| 이름            | 가입기 | 1st SG | 2nd SG | 3rd SG | 4th SG | 1st AL | 5th SG | 6th SG | 7th SG | 8th SG | 9th SG | 10th SG | 2nd AL | 11th SG | 12th SG | 13th SG | 14th SG | 15th SG |
| --------------- | ------ | ------ | ------ | ------ | ------ | ------ | ------ | ------ | ------ | ------ | ------ | ------- | ------ | ------- | ------- | ------- | ------- | ------- |
| 카네무라 미쿠   | 2기    | ◼︎      | ▲      | ▲      | ○      | ○      | ○      | ◎      | ○      | ○      | ▲      | ○       | ○      | ○       | ▲       | ▲       | ○       | ◎       |
| 카와타 히나     | 2기    | ▲      | ○      | ◼︎      | ▲      | ▲      | ○      | ▲      | ▲      | ▲      | ▲      | ○       | ◼︎      | ▲       | ◼︎       | ▲       | ▲       | ▲       |
| 코사카 나오     | 2기    | ◎      | ◎      | ◎      | ◎      | ○      | ○      | 휴지   | ◎      | ○      | ▲      | ▲       | ○      | ○       | ○       | ◎       | ◎       | ◎       |
| 마츠다 코노카   | 2기    | ◼︎      | ◼︎      | ▲      | ▲      | ▲      | ◼︎      | ▲      | ▲      | ▲      | ▲      | ○       | ▲      | ▲       | ▲       | ▲       | ▲       | ▲       |
| 카미무라 히나노 | 3기    | ◼︎      | ◼︎      | ◼︎      | ◼︎      | ▲      | ▲      | ◼︎      | ○      | ▲      | ○      | ◎       | ○      | ◼︎       | ◼︎       | ◼︎       | ○       | ▲       |
| 타카하시 메구니 | 3기    | 미가입 | 미가입 | 미가입 | 미가입 | ◼︎      | ◼︎      | ◼︎      | ◼︎      | ◼︎      | ◼︎      | ◼︎       | ◼︎      |         | ◼︎       |         | ◼︎       | ▲       |
| 모리모토 마리이 | 3기    | 미가입 | 미가입 | 미가입 | 미가입 | ◼︎      | ◼︎      | ◼︎      | ◼︎      | ◼︎      | ◼︎      | ◼︎       | ◼︎      |         |         | ◼︎       | ▲       | ◼︎       |
| 야마구치 하루요 | 3기    | 미가입 | 미가입 | 미가입 | 미가입 | ◼︎      | ◼︎      | ◼︎      | ◼︎      | ◼︎      | ◼︎      | ◼︎       | ◼︎      |         |         | ◼︎       | ◼︎       | ◼︎       |
| 이시즈카 타마키 | 4기    | 미가입 | 미가입 | 미가입 | 미가입 | 미가입 | 미가입 | 미가입 | 미가입 |        |        |         |        |         |         |         | ◼︎       | ◼︎       |
| 코니시 나나미   | 4기    | 미가입 | 미가입 | 미가입 | 미가입 | 미가입 | 미가입 | 미가입 | 미가입 |        |        |         |        |         | ◼︎       |         | ◼︎       | ◼︎       |
| 시미즈 리오     | 4기    | 미가입 | 미가입 | 미가입 | 미가입 | 미가입 | 미가입 | 미가입 | 미가입 |        |        |         |        |         |         |         | ◼︎       | ◼︎       |
| 쇼겐지 요코     | 4기    | 미가입 | 미가입 | 미가입 | 미가입 | 미가입 | 미가입 | 미가입 | 미가입 |        |        |         |        | ◎       | ◎       | ○       | ○       | ○       |
| 타케우치 키라리 | 4기    | 미가입 | 미가입 | 미가입 | 미가입 | 미가입 | 미가입 | 미가입 | 미가입 |        |        |         |        |         |         |         | ◼︎       | ◼︎       |
| 히라오 호노카   | 4기    | 미가입 | 미가입 | 미가입 | 미가입 | 미가입 | 미가입 | 미가입 | 미가입 |        |        |         |        | ◼︎       |         | ◼︎       | ▲       | ▲       |
| 히라오카 미츠키 | 4기    | 미가입 | 미가입 | 미가입 | 미가입 | 미가입 | 미가입 | 미가입 | 미가입 |        |        |         |        |         |         |         | ◼︎       | ◼︎       |
| 후지시마 카호   | 4기    | 미가입 | 미가입 | 미가입 | 미가입 | 미가입 | 미가입 | 미가입 | 미가입 |        |        |         |        | ▲       | ◎       | ○       | ○       | ○       |
| 미야치 스미레   | 4기    | 미가입 | 미가입 | 미가입 | 미가입 | 미가입 | 미가입 | 미가입 | 미가입 |        |        |         |        | ▲       |         | ◼︎       | ▲       | ▲       |
| 야마시타 하루카 | 4기    | 미가입 | 미가입 | 미가입 | 미가입 | 미가입 | 미가입 | 미가입 | 미가입 |        |        |         |        | ◼︎       |         | ◼︎       | ▲       | ◼︎       |
| 와타나베 리나   | 4기    | 미가입 | 미가입 | 미가입 | 미가입 | 미가입 | 미가입 | 미가입 | 미가입 |        |        |         |        |         |         |         | ◼︎       | ◼︎       |
| 오오타 미즈키   | 5기    | 미가입 | 미가입 | 미가입 | 미가입 | 미가입 | 미가입 | 미가입 | 미가입 | 미가입 | 미가입 | 미가입  | 미가입 | 미가입  | 미가입  | 미가입  |         |         |
| 오노 미나미     | 5기    | 미가입 | 미가입 | 미가입 | 미가입 | 미가입 | 미가입 | 미가입 | 미가입 | 미가입 | 미가입 | 미가입  | 미가입 | 미가입  | 미가입  | 미가입  |         |         |
| 카타야마 사키   | 5기    | 미가입 | 미가입 | 미가입 | 미가입 | 미가입 | 미가입 | 미가입 | 미가입 | 미가입 | 미가입 | 미가입  | 미가입 | 미가입  | 미가입  | 미가입  |         |         |
| 쿠라모리 히나노 | 5기    | 미가입 | 미가입 | 미가입 | 미가입 | 미가입 | 미가입 | 미가입 | 미가입 | 미가입 | 미가입 | 미가입  | 미가입 | 미가입  | 미가입  | 미가입  |         |         |
| 사카이 니이나   | 5기    | 미가입 | 미가입 | 미가입 | 미가입 | 미가입 | 미가입 | 미가입 | 미가입 | 미가입 | 미가입 | 미가입  | 미가입 | 미가입  | 미가입  | 미가입  |         |         |
| 사토 유우       | 5기    | 미가입 | 미가입 | 미가입 | 미가입 | 미가입 | 미가입 | 미가입 | 미가입 | 미가입 | 미가입 | 미가입  | 미가입 | 미가입  | 미가입  | 미가입  |         |         |
| 시모다 이즈키   | 5기    | 미가입 | 미가입 | 미가입 | 미가입 | 미가입 | 미가입 | 미가입 | 미가입 | 미가입 | 미가입 | 미가입  | 미가입 | 미가입  | 미가입  | 미가입  |         |         |
| 타카이 리카     | 5기    | 미가입 | 미가입 | 미가입 | 미가입 | 미가입 | 미가입 | 미가입 | 미가입 | 미가입 | 미가입 | 미가입  | 미가입 | 미가입  | 미가입  | 미가입  |         |         |
| 츠루사키 니코   | 5기    | 미가입 | 미가입 | 미가입 | 미가입 | 미가입 | 미가입 | 미가입 | 미가입 | 미가입 | 미가입 | 미가입  | 미가입 | 미가입  | 미가입  | 미가입  |         |         |
| 마츠오 사쿠라   | 5기    | 미가입 | 미가입 | 미가입 | 미가입 | 미가입 | 미가입 | 미가입 | 미가입 | 미가입 | 미가입 | 미가입  | 미가입 | 미가입  | 미가입  | 미가입  |         |         |
| 전 멤버         | 가입기 | 1st SG | 2nd SG | 3rd SG | 4th SG | 1st AL | 5th SG | 6th SG | 7th SG | 8th SG | 9th SG | 10th SG | 2nd AL | 11th SG | 12th SG | 13th SG | 14th SG | 15th SG |
| 카키자키 메미   | 1기    | ○      | 불참가 | 졸업   | 졸업   | 졸업   | 졸업   | 졸업   | 졸업   | 졸업   | 졸업   | 졸업    | 졸업   | 졸업    | 졸업    | 졸업    | 졸업    | 졸업    |
| 이구치 마오     | 1기    | ◼︎      | ◼︎      | ◼︎      | 자숙   | 졸업   | 졸업   | 졸업   | 졸업   | 졸업   | 졸업   | 졸업    | 졸업   | 졸업    | 졸업    | 졸업    | 졸업    | 졸업    |
| 와타나베 미호   | 2기    | ▲      | ▲      | ▲      | ▲      | ▲      | ▲      | ▲      | ◼︎      | 졸업   | 졸업   | 졸업    | 졸업   | 졸업    | 졸업    | 졸업    | 졸업    | 졸업    |
| 미야타 마나모   | 2기    | ◼︎      | ▲      | ◼︎      | ◼︎      | ◼︎      | ◼︎      | ◼︎      | ◼︎      | 불참가 | 졸업   | 졸업    | 졸업   | 졸업    | 졸업    | 졸업    | 졸업    | 졸업    |
| 카게야마 유카   | 1기    | 휴지   | 휴지   | 휴지   | 휴지   | ◼︎      | ◼︎      | ▲      | ◼︎      | ▲      | ○      | 졸업    | 졸업   | 졸업    | 졸업    | 졸업    | 졸업    | 졸업    |
| 키시 호노카     | 4기    | 미가입 | 미가입 | 미가입 | 미가입 | 미가입 | 미가입 | 미가입 | 미가입 |        |        |         |        | 사퇴    | 사퇴    | 사퇴    | 사퇴    | 사퇴    |
| 우시오 사리나   | 1기    | ◼︎      | ◼︎      | ◼︎      | ▲      | ▲      | ◼︎      | ▲      | ◼︎      | ▲      | ◼︎      | ◼︎       | ◼︎      | 졸업    | 졸업    | 졸업    | 졸업    | 졸업    |
| 사이토 쿄코     | 1기    | ○      | ○      | ○      | ○      | ○      | ▲      | ○      | ▲      | ◎      | ○      | ▲       | ▲      | 졸업    | 졸업    | 졸업    | 졸업    | 졸업    |
| 타카모토 아야카 | 1기    | ▲      | ▲      | ▲      | ◼︎      | ◼︎      | ▲      | ◼︎      | ◼︎      | ◼︎      | ◼︎      | ◼︎       | ◼︎      |         | 졸업    | 졸업    | 졸업    | 졸업    |
| 하마기시 히요리 | 2기    | ◼︎      | ◼︎      | 휴지   | ◼︎      | ◼︎      | ▲      | ◼︎      | ▲      | ◼︎      | ▲      | ◼︎       | ◼︎      |         |         | 졸업    | 졸업    | 졸업    |
| 카토 시호       | 1기    | ○      | ○      | ○      | ○      | ○      | ◎      | ○      | ▲      | ○      | ○      | ▲       | ▲      | ○       | ○       | 졸업    | 졸업    | 졸업    |
| 히가시무라 메이 | 1기    | ▲      | ▲      | ▲      | ○      | ▲      | ▲      | ○      | ▲      | ◼︎      | ◼︎      | ▲       | ▲      | ◼︎       | ▲       | 졸업    | 졸업    | 졸업    |
| 니부 아카리     | 2기    | ▲      | ○      | ◼︎      | ▲      | ▲      | ○      | ○      | ▲      | ◼︎      | ◎      | ○       | 휴지   | ▲       | ▲       | 졸업    | 졸업    | 졸업    |
| 사사키 미레이   | 1기    | ○      | ▲      | ▲      | ◼︎      | ◎      | ▲      | ▲      | ○      | ○      | ◼︎      | ▲       | ○      | ○       | ▲       | ▲       | 졸업    | 졸업    |
| 사사키 쿠미     | 1기    | ▲      | ◼︎      | ◼︎      | ◼︎      | ◼︎      | ◼︎      | ▲      | ○      | ▲      | ▲      | ▲       | ◎      | ◼︎       | ◼︎       | ▲       | 졸업    | 졸업    |
| 타카세 마나     | 1기    | ◼︎      | ◼︎      | ◼︎      | ◼︎      | ◼︎      | ◼︎      | ◼︎      | ◼︎      | ◼︎      | ◼︎      | ◼︎       | ◼︎      |         |         |         | 졸업    | 졸업    |
| 토미타 스즈카   | 2기    | ◼︎      | ◼︎      | ◼︎      | ▲      | ▲      | ◼︎      | ◼︎      | ▲      | ◼︎      | ▲      | ◼︎       | ▲      | ◼︎       | ◼︎       |         | ▲       | 졸업    |

## 음반 목록

### 싱글
히나타자카46
| 순서         | 발매일           | 타이틀                                                             | 최고 순위    | 오리콘 판매량 | 빌보드 재팬 판매 |              |
| Sony Records | Sony Records     | Sony Records                                                       | Sony Records | Sony Records  | Sony Records     | Sony Records |
| ------------ | ---------------- | ------------------------------------------------------------------ | ------------ | ------------- | ---------------- | ------------ |
| 1            | 2019년 3월 27일  | キュン 큥                                                          | 1위          |               |                  |              |
| 2            | 2019년 7월 17일  | ドレミソラシド 도레미솔라시도                                      | 1위          |               |                  |              |
| 3            | 2019년 10월 2일  | こんなに好きになっちゃっていいの? 이렇게 좋아하게 되어도 되는거야? | 1위          |               |                  |              |
| 4            | 2020년 2월 19일  | ソンナコトナイヨ 그런 거 아냐                                      | 1위          |               |                  |              |
| 5            | 2021년 5월 26일  | 君しか勝たん 너 밖에 못 이겨                                       | 1위          |               |                  |              |
| 6            | 2021년 10월 27일 | ってか 랄까                                                        | 1위          |               |                  |              |
| 7            | 2022년 6월 1일   | 僕なんか 나 같은 건                                                | 1위          |               |                  |              |
| 8            | 2022년 10월 26일 | 月と星が踊るMidnight 달과 별이 춤추는 Midnight                     | 1위          |               |                  |              |
| 9            | 2023년 4월 19일  | One choice 원 초이스                                               | 1위          |               |                  |              |
| 10           | 2023년 7월 26일  | Am I ready? 엠 아이 레디?                                          | 1위          |               |                  |              |
| 11           | 2024년 5월 8일   | 君はハニーデュー 너는 허니듀                                       | 1위          |               |                  |              |
| 12           | 2024년 9월 18일  | 絶対的第六感 절대적 제육감                                         | 1위          |               |                  |              |
| 13           | 2025년 1월 29일  | 卒業写真だけが知ってる 졸업 사진만이 알고 있어                     | 1위          |               |                  |              |
| 14           | 2025년 5월 21일  | Love yourself! 러브 유어 셀프!                                     | 1위          |               |                  |              |
| 15           | 2025년 9월 17일  | お願いバッハ! 부탁해 바흐!                                         | -위          |               |                  |              |

### 앨범
히라가나 케야키자카46
| 순서         | 발매일          | 타이틀                     | 최고 순위    | 오리콘 판매량 | 빌보드 재팬 판매 |              |
| Sony Records | Sony Records    | Sony Records               | Sony Records | Sony Records  | Sony Records     | Sony Records |
| ------------ | --------------- | -------------------------- | ------------ | ------------- | ---------------- | ------------ |
| 1            | 2018년 6월 20일 | 走り出す瞬間 달려가는 순간 | 1위          |               |                  |              |

히나타자카46
| 순서         | 발매일          | 타이틀                   | 최고 순위    | 오리콘 판매량 | 빌보드 재팬 판매 |              |
| Sony Records | Sony Records    | Sony Records             | Sony Records | Sony Records  | Sony Records     | Sony Records |
| ------------ | --------------- | ------------------------ | ------------ | ------------- | ---------------- | ------------ |
| 1            | 2020년 9월 23일 | ひなたざか 히나타자카    | 1위          |               |                  |              |
| 2            | 2023년 11월 8일 | 脈打つ感情 맥박치는 감정 | 1위          |               |                  |              |

### 참가 작품

#### 싱글
히라가나 케야키자카46
| # | 발매             | 타이틀                                            | 비고                                                         |
| - | ---------------- | ------------------------------------------------- | ------------------------------------------------------------ |
| 1 | 2016년 8월 10일  | ひらがなけやき 히라가나 케야키                    | 케야키자카46 2nd 싱글 〈세상에는 사랑밖에 없어〉 통상반 수록 |
| 2 | 2016년 11월 30일 | 誰よりも高く跳べ! 누구보다도 높이 뛰어!           | 케야키자카 3rd 싱글 〈두 사람의 계절〉 Type-B 수록           |
| 3 | 2017년 4월 5일   | W-KEYAKIZAKAの詩 W-케야키자카의 시                | 케야키자카 4th 싱글 〈불협화음〉 수록                        |
| 4 | 2017년 4월 5일   | 僕たちは付き合っている 우리는 사귀고 있어         | 케야키자카 4th 싱글 〈불협화음〉 Type-D 수록                 |
| 5 | 2017년 10월 25일 | それでも歩いてる 그래도 걷고 있어                 | 케야키자카 5th 싱글 〈바람에 휘날려도〉 수록                 |
| 6 | 2017년 10월 25일 | NO WAR in the future 노 워 인 더 퓨쳐             | 케야키자카 5th 싱글 〈바람에 휘날려도〉 Type-B 수록          |
| 7 | 2018년 3월 7일   | イマニミテイロ 이마니미테이로 (두고 보자)         | 케야키자카 6th 싱글 〈유리를 깨라!〉 Type-B 수록             |
| 8 | 2018년 3월 7일   | 半分の記憶 절반의 기억                            | 케야키자카 6th 싱글 〈유리를 깨라!〉 통상반 수록             |
| 9 | 2018년 8월 15일  | ハッピーオーラ 해피 아우라                        | 케야키자카 7th 싱글 〈앰비벌런트〉 Type-B 수록               |
| 7 | 2019년 2월 27일  | 君に話しておきたいこと 너에게 이야기 하고 싶은 것 | 케야키자카 8th 싱글 〈검은 양〉 수록                         |
| 8 | 2019년 2월 27일  | 抱きしめてやる 안아주다                           | 케야키자카 8th 싱글 〈검은 양〉 Type-B 수록                  |

#### 앨범
히라가나 케야키자카46
| # | 발매            | 타이틀                                                           | 비고                                                            |
| - | --------------- | ---------------------------------------------------------------- | --------------------------------------------------------------- |
| 1 | 2017년 7월 19일 | 沈黙した恋人よ 침묵한 연인이여                                   | 케야키자카46 1st 앨범 〈새하얀 것은 더럽히고 싶어〉 Type-A 수록 |
| 2 | 2017년 7월 19일 | 猫の名前 고양이의 이름                                           | 케야키자카46 1st 앨범 〈새하얀 것은 더럽히고 싶어〉 Type-A 수록 |
| 3 | 2017년 7월 19일 | 太陽は見上げる人を選ばない 태양은 올려다 보는 사람을 고르지 않아 | 케야키자카46 1st 앨범 〈새하얀 것은 더럽히고 싶어〉 Type-A 수록 |
| 4 | 2017년 7월 19일 | 永遠の白線 영원한 흰 줄                                          | 케야키자카46 1st 앨범 〈새하얀 것은 더럽히고 싶어〉 Type-B 수록 |

## 같이 보기
- 노기자카46
- 사쿠라자카46
- AKB48

### 내용주
1. ↑  히나타자카에 수록된 곡 「アザトカワイイ」의 선발을 가리킨다.
2. ↑  맥박치는 감정에 수록된 곡 「君は0から1になれ」의 선발을 가리킨다.